# Сталево
Сталево е село в Южна България. То се намира в община Димитровград, област Хасково.

## История
Сталево е разположено на около 2 km южно по пряка линия от река Марица, на чийто срещуположен бряг се намира най-старият манастир в Европа - Златноливаденският манастир. По пряка линия Сталево се намира на 3,5 km от манастира. Климатът в района е изключително мек и приятен, клони от преходноконтинентален / умерено континентален към преходносредиземноморски / континентално-средиземноморски до субтропичен. 
Сталево е заобиколен от три исторически хълма. Най-малкият се казва Ерпеджик, по-големият се казва Чоплак/Чуплак, а най-големият се казва Хасар, който е обявен за исторически паметник на културата през 1968 година. На местността Хасара има стара тракийска крепост, наречена Милеона, с надморска височина 287,5 м. При ясно време от върха се вижда близкия манастир Св.Атанасий в с. Златна ливада, връх Драгойна и Родопите, град Димитровград и Стара планина. Това е най-всикоата точка на територията на община Димитровград. През 1230 г. цар Иван Асен II е избрал местността Хасара за свой команден пункт и е наблюдавал и ръководил битката при Клокотница. Оттам е виждал цялото бойно поле. Това е една от най-блестящите победи за България през средновековието, като в плен попада самият епирски деспот Теодор Комнин Дука Ангел, дъщеря му Ирина Комнина, други членове на ромейската фамилия и висшия антураж. 
Хасара се състои от два слепени един за друг хълма. Населението на селото и околните населени места ги наричат, „Голям Хасар“ и „Малкък Хасар“. На „Големия Хасар“ има тракийско светилище наречено "Провиралото" и останки от крепостта "Милеона". На "Малкия Хасар" в местността "Черковището"/"Хорището" е била крепостната църква „Св.Четиридесет Мъченици“. За "Хасара/Асаря" има поверие, че ако на него пренощува бездетна жена, до една година ще се сдобие с рожба. По традиция се смята, че пренощуването на Големия Хасар е най-добре да бъде между Великден и Гергьовден. Хора пренощуват на свещеното място и за здраве и изцеление. По-надолу от върха на около петдесет метра има голям камък, наричан "Казанчето" или "Кралимарковата стъпка". На него има издълбани дупки, които приличат на казан или на шарапани. В тях се събира дъждовна вода, която дори и в най-големите горещини не пресъхва и от хората се смята за лечебна. Посетителите на това място си вземат по малко и напръскват болните си места за здраве. Едната от издълбаните дупки е с формата на огромна стъпка на човек. Вярва се, че Крали Марко е стъпил там и затова другото име на мегалита е "Кралимарковата стъпка". Според преданието в подножието на Хасара, в местността "Бей бунар" е бил разположен някогашния тракийски град Медоград/Медосад, запоменен от местните по предания от техните деди с имената "Мода Касаба" и "Бона Касаба". Има предположения, че той е бил столица или резиденция на одриския владетел Медок I/Амадок I. През 1967 г. хасковският археолог Димчо Аладжов в тази местност открива останки от светилище на Аполон. През 1968 г. "Хасара и "Бей бунар" в Държавен вестник са обявени за обекти на недвижимито културно-историческо наследство на България. В днешно време Хасара и околността са обект на непрестанни набези на иманярски изкопи и незаконни кариери. Крепостните стени освен унищожителните ровове на търсачите на съкровища ерозират и вследствие на времето. Националаната светиня има спешна нужда от проучвателни археологически разкопки и от цялостна национална стратегия за опазване, консервация и социализация, каквито досега не са извършвани никога въпреки високото й общонационално значение.  
През турското робство селото се е казвало Юсюзлер (в превод Сираково, Сираците), а от 1906 г. до 1950 г. е именувано на Преслав. Поради тази причина Хасара влиза в научно обръщение първоначално под името "Преславски Хасар/Хисар". Сегашното име на селото идва от името на Сталю Георгиев Панев (Япончето), който е бил ятак на на "последният войвода" Митьо Ганев. Сталю загива на 25 юни 1925 г. по време на управлението на Александър Цанков (наричано от някои историци „Бял терор“). При разпита в Борисовградската полиция (днес гр. Първомай) е пребит от бой, вследствие на което умира от раните си, а според друга версия е прострелян в гръб от полицай при освобождаването му от ареста в Хасково.

## Религии
Православие - Има голяма масивна каменна черква, построена през 1897 година от албански майстори и носи името „Св. Архангел Михаил“. Може да се каже, че в цялата община друга подобна няма. Построена е изцяло от големи каменни блокове и стоманени скоби. По времето на земетресението през 1928 г. в град Чирпан къщите, които не са строени от камък, са били почти разрушени, тази огромна черква обаче не е помръднала. Нуждае се от спешен ремонт на покрива. Някои податки сочат, че в селото преди този храм е съществувала църква посветена на Св.Харалампий.

## Обществени институции
По време на демокрацията се затвориха ТКЗС, училище, детска градина, шивашки цех, дом за деца и юноши, хлебарница, плеташки цех за кошове и чанти, два магазина, ресторант и най-големият дърводелски цех в общината и околията. Сега там има кметство, здравна служба, търговски комплекс, бистро, два хранителни магазина, едно кафене, народно читалище „Васил Левски - 1929“, което е с близо 100-годишна история, поща и самостоятелна помпена станция за питейна вода. Селото разполага с жп спирка по линията Свиленград-Пловдив-София. Това е прочутата Баронхиршова желзница известна и под името Румелийска железница строена през 1869-1872 г., в направата на която е участвал и чешкия инж. Иржи Прошек, който с други свои сънародници, а също и поляци е бил разквартируван в съседното село Ябълково, носещо тогава турското име Алмали. 

## Културни и природни забележителности
Малък и Голям Хасар с разположените на тях забележителности: 
1. Останки от крепостта Милеона на Голям Хасар: разрушени от кариерата и срутени ерозирали от времето и иманярски набези крепостни стени, основи на крепостна кула, останки от средновековнс сграда наричана от местните "Зандана" Смята се, че след битката при Клокотница, тук е бил затворен Теодор Комнин с антуража си преди да бъде отведен в Търново. Основи на крепостната кула на Голям Хасар при с.Сталево.Оcтанки от "Зандана" на Голям Хасар при с.Сталево.
2. Мегалитния каменен блок "Казанчето" носещ и името "Кралимарковата стъпка".  От тук на 9/22 март по време на събора на селото се хвърля камък към Клокотница и се изричат думите "Трижде анататема кир Теодор Комнине, задето туй чудо направи!". "Кралимарковата стъпка" на Голям Хасар при с.Сталево.
3. Тракийското светилище "Провиралото". Под него се минава за здраве и щастие. Има поверие, че който е лош и грешен човек, камъкът го затиска. Тракийското светилище "Провиралото" пред параклиса "Св.св.Кирил и Методий" на Голям Хасар при с.Сталево
4. На Голям Хасар има малка църква / параклис "Св.св. Кирил и Методий", построена през 1919 г., която след ремонта през 2021 г. погрешно е преименувана на "Св.40 мъченици". Голям Хасар с параклиса "Св.св. Кирил и Методий" на Голям Хасар при с.Сталево през март 2002 г.
5. На Малкия Хасар в местността "Черковището" е била разположена някогашната крепостна църква "Св. 40 мъченици". Вероятно е построена от Иван Асен II в чест на победата му над епирския владетел. Останките й са заличени, но едни археологически разкопки ясно биха очертали рамките й. На мястото има поставен стар обреден камък с изобразен кръст на него. Баба Ванга е завещала на поколенията; "Кога се дигне църквата Свети четиридесет мъченици ке се дигне и България".Местността "Черковището" / "Хорището" на Малък Хасар при с.Сталево, където някога е била издигната крепостната църква "Св. 40 Мъченици".
6. Църквата "Св. Архангел Михаил" в Сталево е построена през 1897 г. Тя е единствената оцеляла масивна сграда в селото след Чирпанското земтресение от 1928 г. Църквата "Св.Архангел Михаил“ в с.Сталево, строена през 1897 г.
7. Народно читалище "Васил Левски-1929" Апостолът на свободата е минавал на няколко пъти и пренощувал в селото на път от Чирпан за Ябълково и Хасково. Читалището ежегондо през месец септември организира изложение-конкурс под надслов „С уникалните гозби на дедите ни, с духа на традициите и вярата в църквата“. Народно читалище "Васил Левски-1929“, с.Сталево.

## Редовни събития
Всяка година на 22 март се отбелязва празника на селото денят на Св.40 мъченици. Другият събор в селото се чества на 24 май, в деня на Св.св.Кирил и Методий, тъй като на "Големия Хасар" през 1919 г., вероятно на мястото на друг християнски храм е построена църква носеща името на славянските равноапостоли.
Сталево разполага с голям потенциал за културно-исторически, еко, селски, вело, поклоннически, риболовен и ловен, винен и гастро, събитиен и фестивален туризъм. Има възможност за ученици от цялата страна да се изнасят уроци на открито по история на Хасара, както и чудесни условия за зелено училище. Държавата, както на централно, така и на местно ниво трябва да отдели необходимото внимание за разкриването, опазването и социализацията на културно-историческите обекти на хълма и в района около него. През 2030 г. ще се навършат 800 години от паметната битка при Клокотница, която цар Иван Асен II ръководи именно от българската крепост на Хасара и където е имало вече или той самият издига крепостна църква в чест на светците войни от град Севастия - Св.40 мъченици. Тук следва български държавни и църковни лица, официални гости и родолюбиви българи и ученици да отдадат почит на един върховен момент в българската история довел до държавно и духовно величие на България въплътило се в голяма политическа и духовна мощ и влияние на Балканите и отвъд границите на полуострова и възстановяването на Българската патриаршия през 1235 г.

## Личности

### Родени в Сталево
- Цвятко Георгиев (13.06.1914 - 2007) – двукратен балкански шампион по колоездене. Неговият дядо Миньо Иванов е бил хайдутин в четата на Ангел войвода.
- Миньо Иванов - хайдутин в четата на Ангел войвода от 1855 до 1864 г. под полите на връх Драгойна и околностите. Пада се дядо по майчина линия на колоездача Цвятко Георгиев.